# Viminal
Viminal  (latinski: Collis Viminalis) je najmanji od sedam rimskih brežuljaka na kojima je izgrađen Rim i nalazi se između Kvirinala i Eskvilina. Nazvan je po vrbama (vimen) koje su nekad rasle na njemu. Na njemu se nalazi Teatro dell'Opera i glavni rimski željeznički kolodvor. Na vrhu brežuljka se nalazi talijansko ministarstvo unutarnjih poslova, poznatije pod imenom Il Viminale.
Prema Liviju, brežuljak je postao dio grada Rima zajedno s Kvirinalom tijekom vladavine Servija Tulija, šestog rimskog kralja, u VI. stoljeću pr. Kr.